# 283 km (Rosja)
283 km (ros. 283 км) – przystanek kolejowy w miejscowości Stołbowaja, w rejonie czechowskim, w obwodzie moskiewskim, w Rosji. Położony jest na Wielkim Pierścieniu Kolei Moskiewskiej.